# Tipula hermannia
Tipula hermannia är en tvåvingeart som beskrevs av Alexander 1915. Tipula hermannia ingår i släktet Tipula och familjen storharkrankar. Inga underarter finns listade i Catalogue of Life.